# FS E.626
Die Baureihe E.626 ist eine italienische Elektrolokomotiv-Baureihe. Sie entstand als Serienausführung der Prototyplokomotive E.625 und war in den 1930er Jahren mit 448 gebauten Einheiten die am häufigsten gefertigte elektrische Lokomotive der Welt.

## Geschichte
Da sich in betrieblicher Hinsicht im oberitalienischen Drehstromnetz Schwierigkeiten ergaben, entwickelte man den Gleichstrom-Hauptschlussmotor weiter, so dass er auch im Bahnbetrieb verwendet werden konnte.
Die Baureihe E.626 war die erste Einheitslokomotivbaureihe für das 3-kV-Gleichstromsystem der Italienischen Staatsbahnen. Sie wurde 1926 bei Tecnomasio Italiano Brown Boveri in Auftrag gegeben und basierte auf den Prototypen der Baureihe E.625. Sie wurden für die Beförderung von Güter- und Personenzügen beschafft.
Bereits 1935 waren 268 Exemplare  produziert worden. Das sorgte international für großes Aufsehen. Der Grund für die hohe Stückzahl lag in der Robustheit der Konstruktion, der universellen Einsetzbarkeit der Lokomotive und im anspruchslosen Wartungsdienst. Die E.626 eignete sich für den Güterzugdienst auf ebenen bzw. gebirgigen Strecken, für den Reisezugdienst und auch für den Schnellzug auf Bergstrecken. Dazu kam, dass sich das mechanische Konzept der Fahrzeuge bestens bewährte. Die Lokomotive war Vorbild für weitere Entwicklungen von
Elektrolokomotiven wie der FS E.326 und der FS E.428.

## Einsatz
Die Baureihe E.626 erfüllte die Erwartungen im Betrieb. Nachdem man die Endradsätze mit einer Spurkranzschmierung versehen hatte und die Achslager verstärkte, war man mit ihren Laufeigenschaften sehr zufrieden. Die Baureihe war in ganz Italien im Einsatz, so zum Beispiel auf den Strecken Mestre–Padua–Verona, Padua–Bologna und Udine–Tarvis im Norden bis hinunter in den Süden nach Sizilien. Auf vielen Strecken war sie die erste, die auf neu elektrifizierten Strecken in Italien eingesetzt wurde und die damals noch unausgereiften vorherrschenden Drehstromlokomotiven ersetzten, was eine wesentliche Vereinfachung des Betriebsgeschehens durch die einfachere Fahrleitung brachte. Später wurde die Baureihe E 626 wegen der nicht mehr den Anforderungen entsprechenden Höchstgeschwindigkeit in den Güterzugdienst gegeben. Die Lokomotiven waren bis 1999 im praktischen Einsatz.
Von der Baureihe sind mehrere Lokomotiven erhalten geblieben, und zwar
- E.626.005 in dem Eisenbahnmuseum Pietrarsa,
- E.626.089 bei der Gesellschaft historische Züge in Ligurien,
- E.626.128 und 189 bei der Gesellschaft ATTS in Pistoia,
- E.626.150, 187 und 248 im Museo Ferroviario Piemontese bei Savigliano,
- E.626.156 in Foligno,
- E.626.185 in Apulien,
- E.626.384 als Denkmal bei Gemona del Friuli und die
- E.626.249 im Flugzeug- und Transportmuseum Volandia nahe Mailand
- 361-001 als Denkmal in der Zentralwerkstätte Ljubljana-Moste
- 361-106 als Denkmal am Bahnhof von Ilirska Bistrica in Slowenien
- 361-201 im kroatischen Eisenbahnmuseum Zagreb

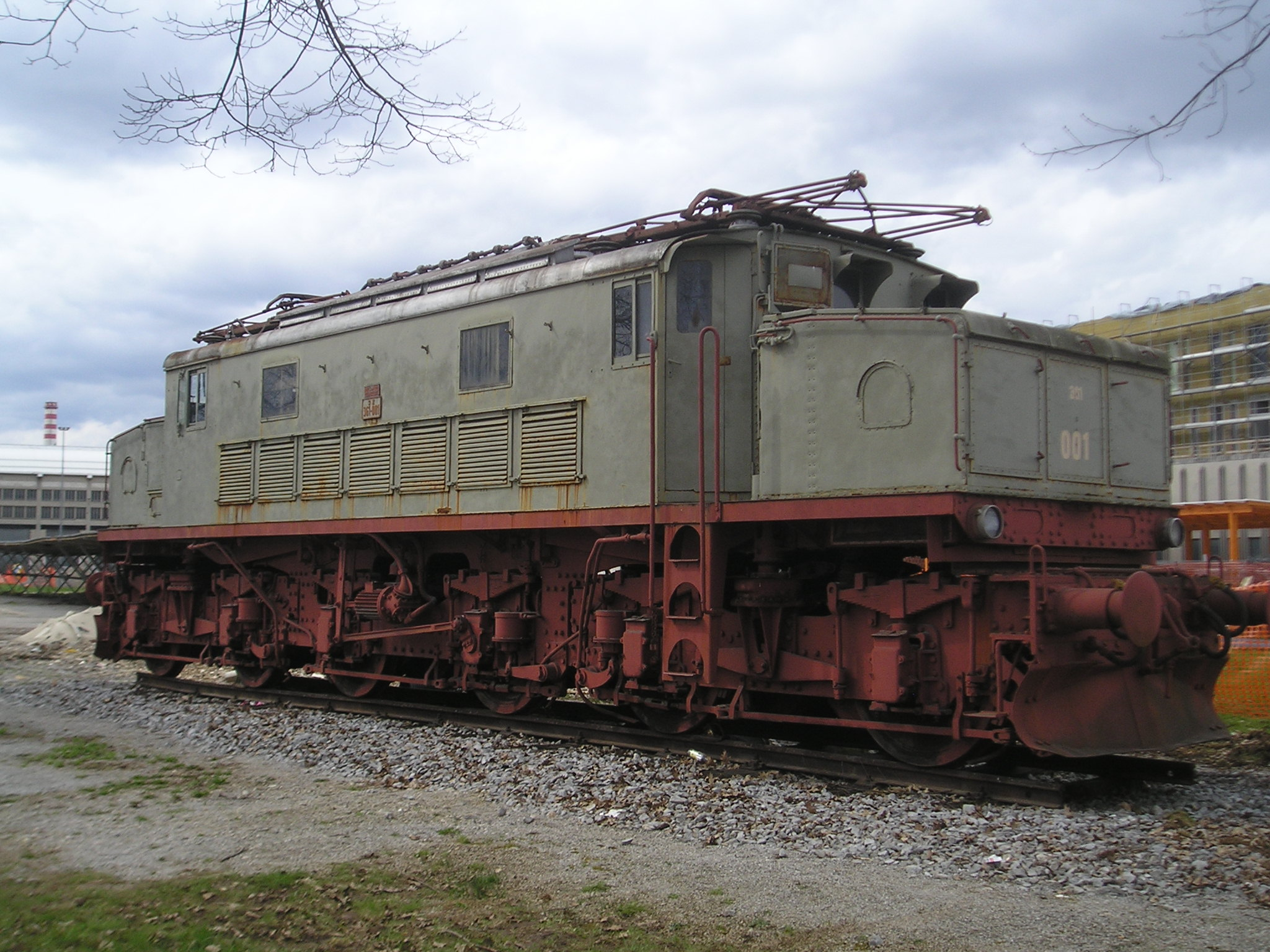
Lok 361-001 in der Zentralwerkstätte Ljubljana-Moste

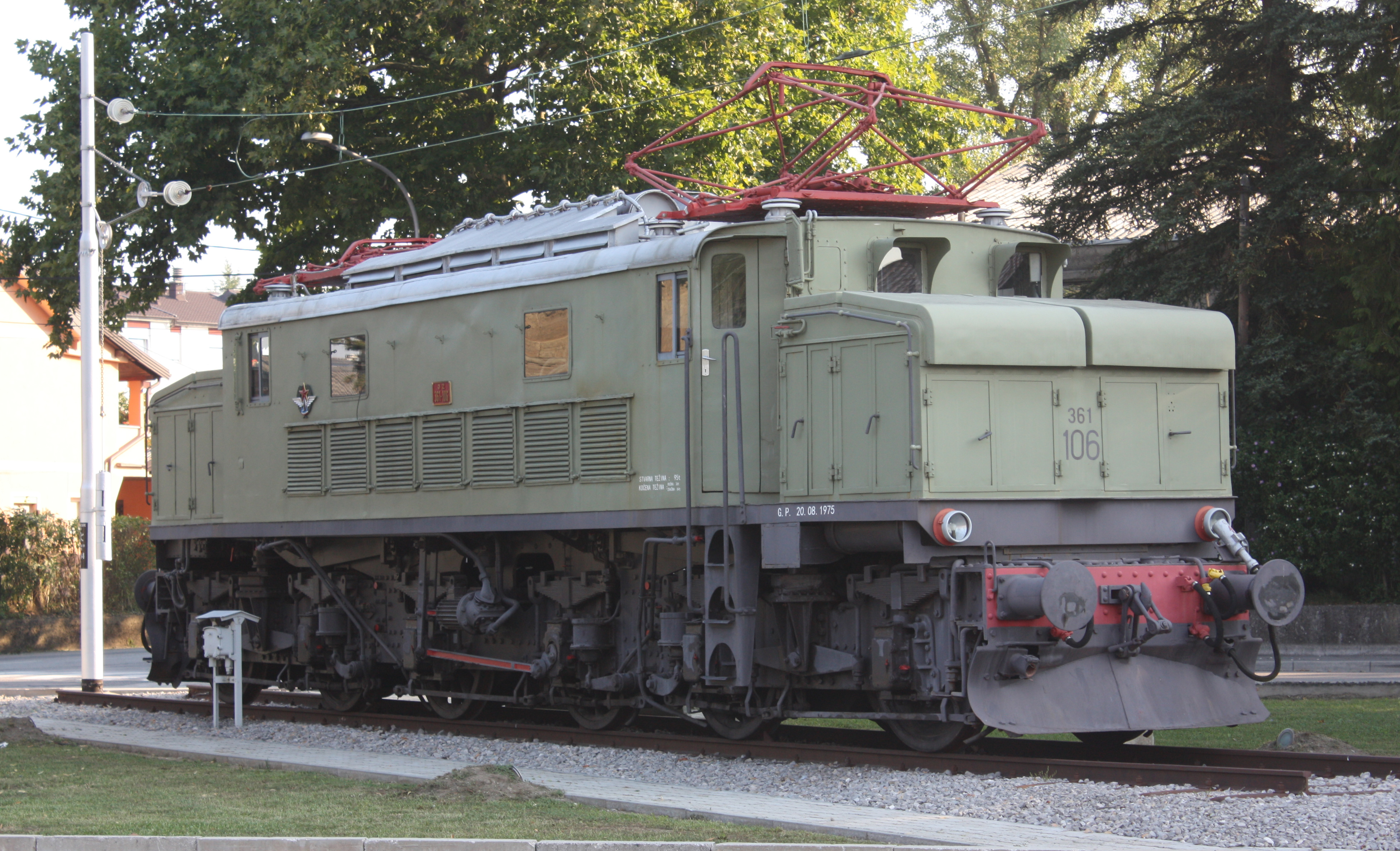
Lok 361-106 als Monument am Bahnhof Ilirska Bistrica, Slowenien

## Technische Merkmale
Bei der Konstruktion des Fahrwerkes entschied man sich für die Achsfolge Bo’BoBo’, um sowohl gute Bogenläufigkeit als auch einen schlingerfreien Geradeauslauf zu erzielen. Die beiden mittleren Treibachsen wurden fest im Hauptrahmen gelagert.
Die Baureihe E.626 galt als äußert zuverlässig, einfach gebaut und robust. Das Eigengewicht der Lokomotive verteilte sich gleichmäßig auf alle sechs Achsen. Die bei Lokomotiven mit Einzelachsantrieb befürchteten Zugkraftentlastungen konnte bei ihr durch ein Ausgleichhebelsystem so korrigiert werden, dass der Achsdruck gleichbleibend ±10 % des statischen Achsdruckes blieb. Es gab vier verschiedene Versionen, die sich in der erreichbaren Dauerleistung und dem Übersetzungsverhältnis unterschieden. Ab den Lokomotiven der Ordnungsnummer 100 erhielten die Lokomotiven standardmäßig Einrichtungen zur Speisung der elektrische Zugheizung, die in einem Vorbau untergebracht waren. Bei der letzten Version konnte im Vergleich zur ersten eine um 500 kW höhere Leistung erzielt werden.

Anfangs gab es fünf verschiedene Variationen in der elektrischen Ausrüstung, bis man sich 1929 auf eine einheitliche Ausführung einigte. Die Lokomotive besaß drei Hauptfahrstufen, die durch Reihenschaltung der sechs Fahrmotoren, durch Parallelschaltung von je drei Fahrmotoren oder durch Parallelschaltung von je zwei Fahrmotoren erzielt wurden. Die Scherenstromabnehmer wurden später durch eine geänderte Rohrkonstruktion in Schweißbauweise geändert, was ihre Masse wesentlich senkte. Auch die Hauptschalter erfuhren im Laufe der Zeit eine bedeutende Gewichtsreduzierung, während die Fahrmotoren im Wesentlichen die alten blieben. Sie wurden für eine mittlere Drehzahl von 650/min bei 2700 V konzipiert. Nach Heraufsetzen der Fahrdrahtspannung auf 3,6 kV betrug die Drehzahl zwischen 730 und 880/min. Alle Fahrmotoren waren mit den Achsen über einseitigen Tatzlager-Antrieb verbunden.

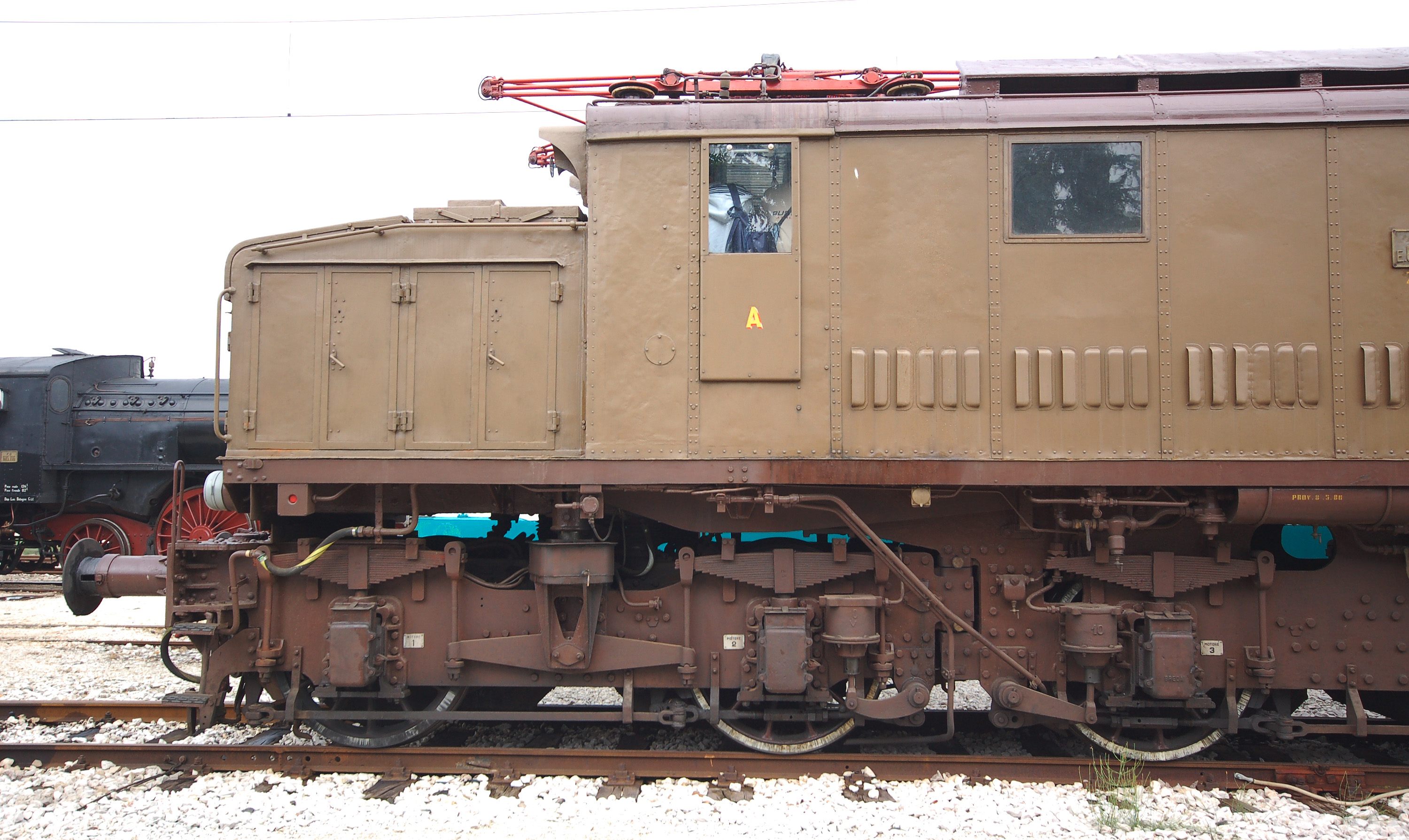
Seitenansicht der FS E.626.001
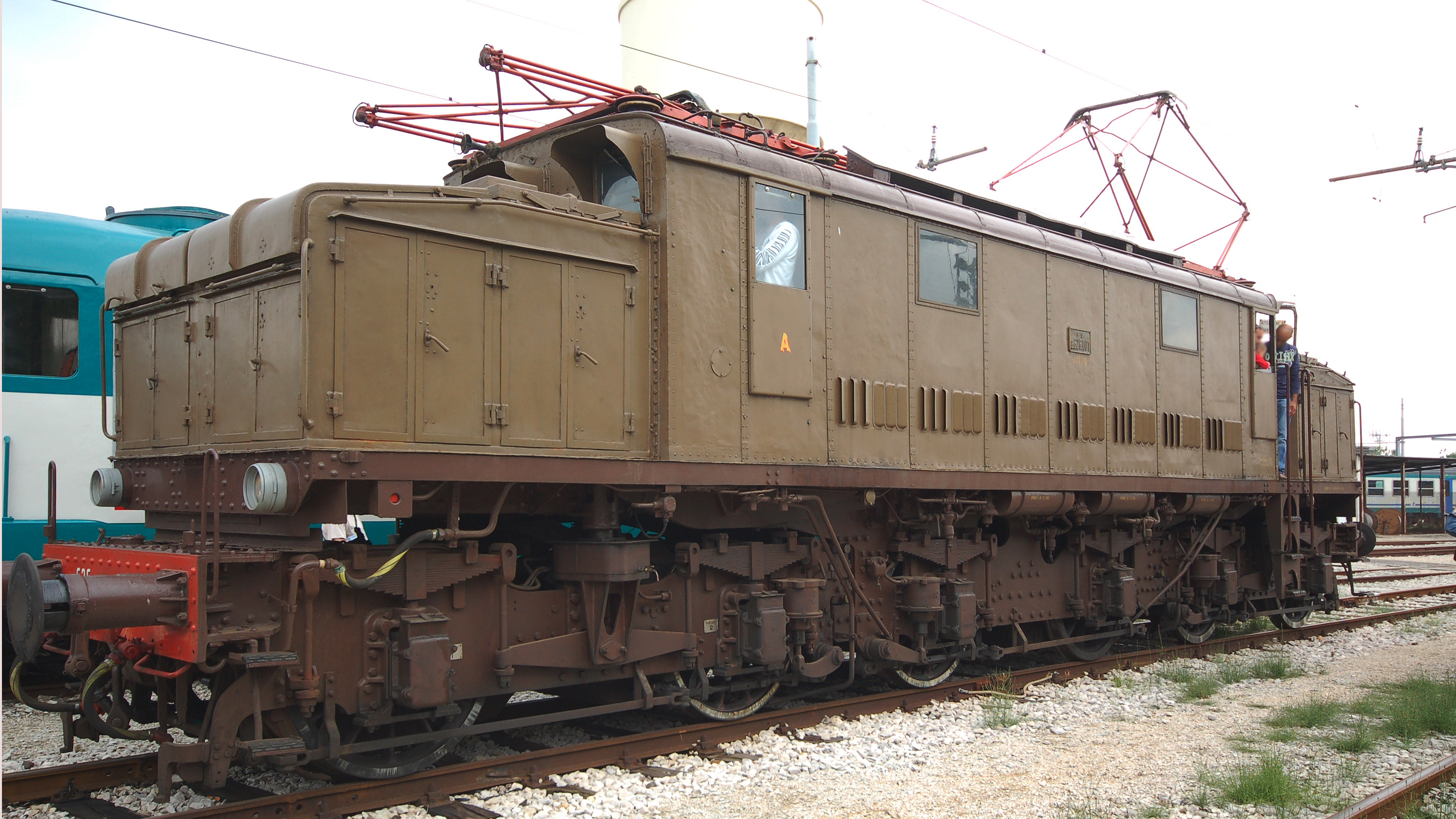
Seitenansicht der FS E.626.001
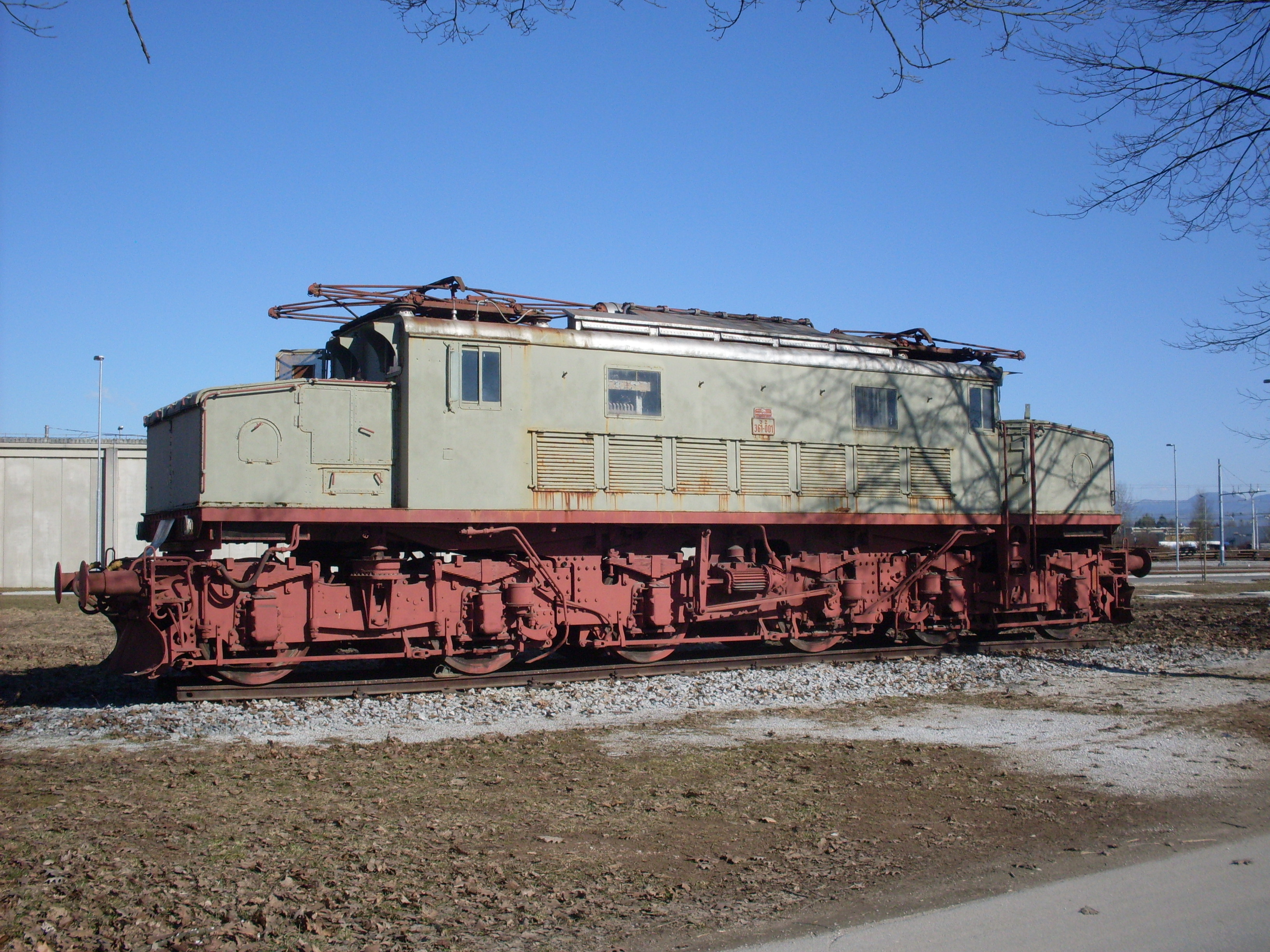
Seitenansicht der JŽ 361-001
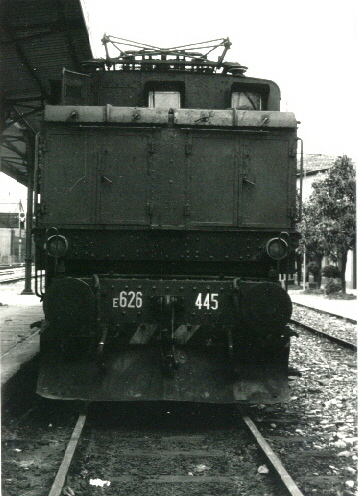
Frontalansicht der FS E.626.445

## Die E 626 in Jugoslawien
Die nach dem Zweiten Weltkrieg in Jugoslawien verbliebenen 17 Exemplare wurden auf dem dortigen 3-kV-Netz in Slowenien und im Norden von Kroatien bis 1978 als Baureihe 361 eingesetzt.

## Die E.626 in der Tschechoslowakei
Vier Lokomotiven der italienischen Reihe E.626 mit den Ordnungsnummern 017, 019, 021 und 024 befanden sich am Ende des Zweiten Weltkrieges auf dem Territorium der Tschechoslowakei. Nach längerer Abstellzeit wurden die Lokomotiven 1951 von den Tschechoslowakischen Staatsbahnen (ČSD) übernommen. Drei der Lokomotiven wurden in den Werkstätten Nymburk und Česká Třebová aufgearbeitet und für den Betrieb unter 1500 Volt Gleichspannung umgebaut. Die vierte Lokomotive E.626.024 diente als Ersatzteilspender und wurde später verschrottet.
Mit den Nummern E 666.001 bis 003 wurden die drei Lokomotiven fortan auf dem elektrifizierten Netz im Eisenbahnknoten Prag verwendet. Am 15. Mai 1962 wurde die Fahrleitungsspannung im Prager Netz auf die mittlerweile als Standard eingeführten 3000 Volt angehoben. Obwohl die Lokomotiven ursprünglich für diese Spannung gebaut worden waren, erfolgte kein Rückumbau mehr. Sie wurden gemeinsam mit den meisten anderen elektrischen Lokomotiven des Prager Netzes ausgemustert und verschrottet.